# Roland (Oklahoma)
Roland is een plaats (town) in de Amerikaanse staat Oklahoma, en valt bestuurlijk gezien onder Sequoyah County.

## Demografie
Bij de volkstelling in 2000 werd het aantal inwoners vastgesteld op 2842.
In 2006 is het aantal inwoners door het United States Census Bureau geschat op 3168, een stijging van 326 (11,5%).

## Geografie
Volgens het United States Census Bureau beslaat de plaats een oppervlakte van
6,8 km², geheel bestaande uit land.

## Plaatsen in de nabije omgeving
De onderstaande figuur toont nabijgelegen plaatsen in een straal van 12 km rond Roland.

## Opmerkelijke Personen
Joshua Wheeler (1975-2015) Eerste Amerikaanse soldaat die is overleden in 2011 in Irak, geboren in Roland.
Nichole Edwards (2007-) Eerste hoofddanser, geboren in Roland.